# Antonio Francisco Azeredo da Silveira
Antonio Francisco Azeredo da Silveira (Río de Janeiro, 22 de setiembre de 1917 — 27 de abril de 1990), diplomático brasileño, ministro de Relaciones Exteriores en el gobierno de Ernesto Geisel, del 15 de marzo de 1974 al 15 de marzo de 1979.